# (5115) Frimout
(5115) Frimout (1988 CD4) – planetoida z pasa głównego asteroid okrążająca Słońce w ciągu 5,26 lat w średniej odległości 3,02 j.a. Odkryta 13 lutego 1988 roku.